# Славньовиці
Славньовиці (пол. Sławniowice, нім. Kunzendorf) — село в Польщі, у гміні Ґлухолази Ниського повіту Опольського воєводства.
Населення — 548 осіб (2011).
У 1975-1998 роках село належало до Опольського воєводства.

## Демографія
Демографічна структура станом на 31 березня 2011 року:
|          | Загалом | Допрацездатний вік | Працездатний вік | Постпрацездатний вік |
| -------- | ------- | ------------------ | ---------------- | -------------------- |
| Чоловіки | 281     | 59                 | 194              | 28                   |
| Жінки    | 267     | 50                 | 157              | 60                   |
| Разом    | 548     | 109                | 351              | 88                   |